# RKV Nr. 1 bis 3
Die Nr. 1 bis 3 waren vierfachgekuppelte Schmalspur-Tenderlokomotiven der Rózsahegy–Korytniczai helyi érdekü vasút (RKV) im damaligen Oberungarn.

## Geschichte
Die drei Lokomotiven wurden 1908 von der ungarischen Maschinenfabrik MÁVAG in Budapest mit den Fabriknummern 1993 bis 1995 für die 760 mm-spurige Schmalspurbahn von Ružomberok nach Korytnica auf dem Gebiet der heutigen Slowakei gebaut. Entsprechende Lokomotiven waren zuvor schon als MÁVAG-Typ 51 an die Industriebahn Vajdahunyad–Gyálar in Siebenbürgen geliefert worden.
Während des Ersten Weltkrieges wurden die Maschinen 1916 im Tausch gegen andere Lokomotiven für den Fronteinsatz in Südtirol beschlagnahmt. Die k.u.k. Heeresbahn verwendeten die drei Lokomotiven fortan auf den als Nachschublinien an der Dolomitenfront dienenden Strecken Fleimstalbahn und Grödner Bahn.
Nach dem Ersten Weltkrieg verblieben sie in Südtirol. Als Ersatz für mehrere im Krieg verschollene Lokomotiven kamen sie nun als R 1 bis R 3 zur Lokalbahn Mori–Arco–Riva im Trentino. Dort waren sie bis zur Betriebseinstellung der Strecke 1933 im Einsatz.
1960 wurden sie durch die Italienische Staatsbahn (FS) ausgemustert.

## Technische Merkmale
Bemerkenswert war das Triebwerk der Lokomotiven. Um eine gute Bogenläufigkeit zu erreichen, waren die erste und vierte Kuppelachse als Klien-Lindner-Hohlachsen ausgeführt. Fest gelagert waren nur die zweite und dritte Achse, welche zusammen den festen Achsstand von 1400 Millimetern bildeten. Die Kraftübertragung von den Kuppelstangen auf die Achsen erfolgte über Hallsche Kurbeln.
Der Wasservorrat befand sich in seitlichen Behältern neben dem Kessel; die Kohle in einem Kasten hinter dem Führerhaus.